# Lasiocala burgeoni
Lasiocala burgeoni är en skalbaggsart som beskrevs av Ohaus 1934. Lasiocala burgeoni ingår i släktet Lasiocala och familjen Rutelidae. Inga underarter finns listade i Catalogue of Life.